# Złodziejski trakt
Złodziejski trakt (org. Thieves' Highway) – amerykański film z gatunku noir z 1949 roku w reżyserii Julesa Dassina. Adaptacja powieści A.I. Bezzeridesa pt. Thieves' Market wydanej w tym samym roku. Niekiedy zaliczany do amerykańskiego neorealizmu. 

## Fabuła
Marynarz Nico "Nick" Garcos po długim rejsie powraca do rodzinnego domu. Tam z przerażeniem dowiaduje się, że jego ojciec, zawodowy kierowca, stracił obie nogi w wypadku samochodowym. Senior twierdzi, że wypadek został upozorowany przez Mike’a Figlię – handlarza owoców na giełdzie w San Francisco, który w ten sposób chciał pozbyć się wierzyciela, nie płacąc mu za dostarczone pomidory. "Nick"  postanawia dowieść prawdy i odzyskać pieniądze ojca. W tym celu wraz ze znajomym handlarzem-kierowcą Edem Kinneyem  zakupuje partię poszukiwanych na rynku jabłek i obydwaj udają się na giełdę. Niestety ciężarówka Eda okazuje się być starym gruchotem i nie nadążając za Nico pozostaje daleko w tyle. Wkrótce potem pojazd na skutek awarii przy dużej prędkości stacza się z wysokiego nasypu, a Ed ginie w płomieniach. Dzieje się to na oczach dwóch innych kierowców – Petego i Sloba, którzy podążali za Edem. Nieświadomy tragedii "Nick" dociera nocą do miasta. Na miejscu przekonuje się, że Figlia to w gruncie rzeczy bezwzględny oszust nie wahający się użyć przemocy aby tylko zarobić. Za pomocą swoich ludzi Figlia uszkadza ciężarówkę "Nicka" tuż przed swoim składem, a następnie podsyła mu "dziewczynę do towarzystwa" Ricę. Gdy Nico przebywa z Ricą w hostelu, bezwzględny handlarz dokonuje bez jego wiedzy rozładunku ciężarówki i szybko sprzedaje poszukiwane na rynku owoce. Jednak Nico zaczyna podobać się dziewczynie do tego stopnia, że wyznaje mu ona niecny plan Figlii. Nick powraca na giełdę i "wydusza" od Figlii pieniądze za sprzedane jabłka. Ten jednak nie odpuszcza i nasyła na Nico dwóch zbirów, którzy po pobiciu go rabują pieniądze. Rica informuje Nico, że byli to ludzie Figli i że są oni zamieszani w upozorowanie wypadku jego ojca. Rozwścieczony Nico wpada na giełdę, jednak handlarza już tu nie ma. Nico dowiaduje się od Sloba, że właśnie pojechał on wraz ze swoimi ludźmi zbierać jabłka z rozbitej ciężarówki Eda. Pałający rządzą zemsty Nico dopada Figlię w niedużym barze niedaleko miejsca wypadku. Dochodzi do rękoczynów. Zanim jednak rozwścieczony Nico zdąży wymierzyć sprawiedliwość Figlii, na miejsce przybywa zaalarmowana przez Ricę policja. Figlia zostaje aresztowany, lecz wcześniej Nico odzyskuje swoje pieniądze. Powraca do miasta i zabiera Ricę. W ostatniej scenie filmu oświadcza się jej.

## Obsada
- Richard Conte – Nico "Nick" Garcos
- Valentina Cortese – Rica
- Lee J. Cobb – Mike Figlia
- Barbara Lawrence – Polly Faber, narzeczona Nico
- Millard Mitchell – Ed Kinney
- Jack Oakie – Slob
- Joseph Pevney – Pete
- Morris Carnovsky – Yanko Garcos
- Tamara Shayne – Parthena Garcos
- Norbert Schiller – sadownik pan Polansky
- Kasia Orzazewski – pani Polansky
- Walter Baldwin – policjant na targowisku
- Edwin Max – Dave, człowiek Figlii
- Hope Emerson – kupcowa Midge

## O filmie
Film zaliczany jest do klasycznych przedstawicieli swojego gatunku – filmu noir. Chociaż krytycy odnajdowali w nim charakterystyczne cechy kina noir (nocną scenerię biednych ulic i zaułków, brutalność scen, motyw porachunków przestępczych), dla wielu z nich był on przykładem schyłku nurtu kina "czarnego", nie reprezentującego go już w "czystej" i jednoznacznej postaci. Chwalono aktorstwo i wartką akcję, chociaż wtykano mało oryginalny temat. W rankingu popularnego, filmowego serwisu internetowego Rotten Tomatoes obraz posiada obecnie (2020) stuprocentową, najwyższą, pozytywną ocenę "czerwonych pomidorów"
Trzecia po filmach: Brutalna siła z 1947 i Nagie miasto z 1948 część tetralogii Dassina powstała w trudnym klimacie makkartyzmu. Była ostatnim filmem Dassina zrealizowanym na terytorium Stanów Zjednoczonych. Jego kolejny film – Noc i miasto – został wprawdzie wyprodukowany przez amerykańską wytwórnię 20th Century Fox, jednak zdjęcia kręcono w Londynie. Oskarżony o działalność antyamerykańską i powołany przed oblicze Komisji ds. Badania Działalności Antyamerykańskiej Dassin realizował odtąd filmy w różnych krajach Europy i świata.